# Vito Quiles
Vito Zoppellari Quiles (Elche, 8 de septiembre de 2000) es un comunicador y activista político español conocido por su actividad en redes sociales. 
Comenzó su carrera como corresponsal parlamentario de EDA TV en el Congreso de los Diputados, y más tarde fue nombrado responsable de comunicación de Se Acabó la Fiesta, formando parte de las listas de esa agrupación política en las elecciones al Parlamento Europeo de 2024.

## Biografía

### Formación y primeros años
Vito Quiles nació en Elche en el año 2000. Cursó bachillerato en un colegio de su ciudad natal. Posteriormente inició estudios de periodismo en la Universidad Complutense de Madrid.
Desde sus primeros años como universitario mostró interés por la política y la comunicación digital.

### Carrera profesional
Durante la pandemia de COVID-19 inició su actividad profesional como reportero de EDA TV, medio fundado por el periodista Javier Negre. Desde esta plataforma, Quiles comenzó a cubrir la actualidad política, particularmente desde el Congreso de los Diputados, realizando preguntas a políticos y transmitiendo los encuentros a través de sus redes sociales.
Fue nombrado responsable de comunicación de Se Acabó la Fiesta, la agrupación de electores liderada por Alvise Pérez, e integró la lista en las elecciones al Parlamento Europeo de 2024 como número 57.

## Activismo y controversias
Quiles ha participado en diversas concentraciones y protestas políticas, algunas de ellas frente a sedes de partidos como el PSOE o el Congreso de los Diputados. También ha sido detenido en al menos una ocasión durante manifestaciones en Madrid, aunque posteriormente fue puesto en libertad sin cargos graves. 
A lo largo de su carrera, Vito Quiles ha sido objeto de críticas por parte de algunos sectores del periodismo y la política, que cuestionan su estilo confrontativo y su cercanía a la derecha política, aduciendo a que camufla el ideario de la extrema derecha en forma de «preguntas incómodas». En la actualidad está siendo investigado judicialmente por supuestos delitos de calumnias e injurias en redes sociales.
El 26 de febrero de 2025 decenas de periodistas parlamentarios de la Asociación de Periodistas Parlamentarios (APP) se manifestaron a las puertas del Congreso de los Diputados, bajo el lema «Señalar no es periodismo», para denunciar «descalificaciones, insultos y señalamientos» que realizan otras personas que trabajan junto a ellos, «perturban el clima de respeto» y «dificultan» su trabajo en la Cámara alta, expresando su «rotundo rechazo a quienes amenazan, insultan y señalan en las redes sociales a los periodistas que defienden que no se obstaculice el trabajo informativo en el Parlamento» e instando a la institución a adoptar «las medidas necesarias para evitar comportamientos inaceptables en el ejercicio del periodismo, sin que ello conlleve, en absoluto, limitar, restringir o menoscabar el derecho de los medios de comunicación de obtener y difundir información veraz para la ciudadanía».
El 22 de julio de 2025 el Congreso de los Diputados, con los votos a favor de PSOE, Sumar, ERC, Bildu, Junts y PNV, aprobó un código de conducta que regula la actividad de las personas acreditadas como periodistas, introduciendo la posibilidad de sancionar e incluso retirar la acreditación a profesionales que, a juicio del Consejo Consultivo de Comunicación Parlamentaria, vulneren los principios de respeto institucional o usen su posición con fines partidistas.
La Mesa del Congreso argumentó que Quiles, en su calidad de reportero acreditado, había mantenido una actitud reiteradamente provocadora y enfrentada hacia distintos representantes políticos, incurriendo en comportamientos considerados incompatibles con la labor periodística neutral que se exige en la institución. Entre los motivos señalados figuraban interrupciones a diputados, preguntas formuladas en tono agresivo y uso político del contenido grabado en el hemiciclo. Quiles lo denunció como un «acto de censura política», afirmó que no es señalado por sus formas, sino por «decir lo que otros callan» y anunció su intención de recurrir posibles medidas en su contra por la vía judicial, invocando el derecho de libertad de prensa.[cita requerida]
Vox y otros sectores conservadores denunciaron un «atentado contra la libertad de prensa» y acusaron al Gobierno de imponer censura. El Partido Popular, crítico con el proceso, se mostró más moderado y se opuso a la posible expulsión. Por el contrario, representantes de los partidos firmantes de la reforma defendieron la medida como necesaria para garantizar el respeto en la Cámara y evitar la instrumentalización de la prensa parlamentaria con fines partidistas.[cita requerida]